# Barrancas
Barrancas è un comune della Colombia del dipartimento di La Guajira.
Il centro abitato venne fondato da José Barranco nel 1664, mentre l'istituzione del municipio è del 5 febbraio 1872.